# Chanbria rectus
Chanbria rectus es una especie de arácnido  del orden Solifugae de la familia Eremobatidae.

## Distribución geográfica
Se encuentra en California (Estados Unidos).